# Кармен Лира
Кармен Лира (исп. Carmen Lyra, настоящее имя Мария Исабель Карвахаль Кесада (исп. Maria Isabel Carvajal Quesada); 15 января 1888, Сан-Хосе, Коста-Рика — 13 мая 1949, Мехико, Мексика) — псевдоним одной из первых известных коста-риканских писательниц. Учительница и основательница первой в стране школы Монтессори. Одна из основателей Коммунистической партии Коста-Рики (впоследствии партии «Народный авангард»), а также одного из первых профсоюзов коста-риканских работниц. Кроме того, она одной из первых в латиноамериканской литературе выступила с критикой экономического и политического господства фруктовых компаний США в странах региона.

## Биография

### Начало трудового и творческого пути

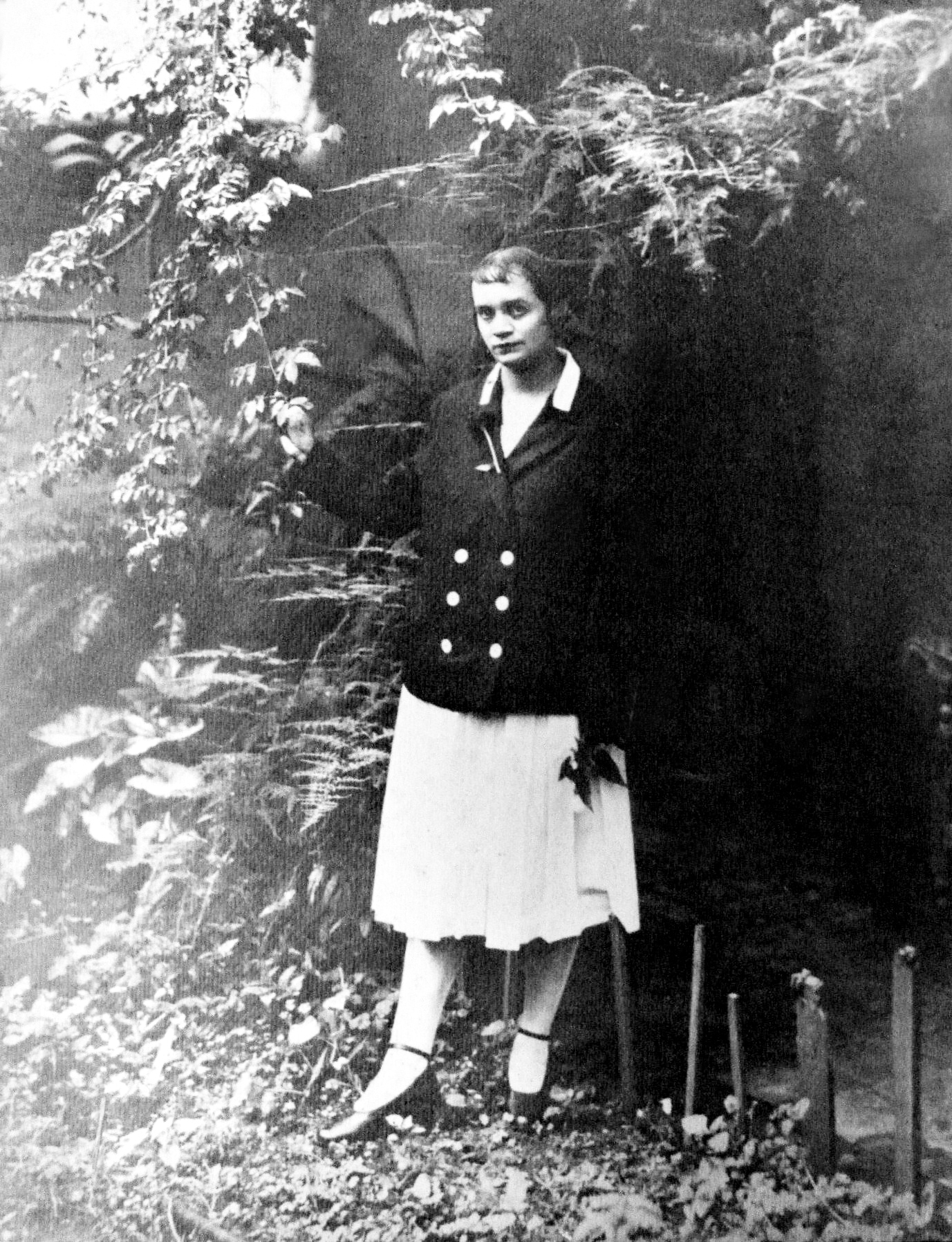
Карвахаль в молодости, ок. 1910 года

Кармен Исабель Карвахаль Кесада родилась 15 января 1888 года в Сан-Хосе и училась в Высшей школе для девочек, которую окончила в 1904 году. Она начала работать в госпитале Сан-Хуан де Диос в 1906 году, но не найдя своего призвания в религиозной жизни занялась педагогической и литературной деятельностью. Она начала публиковать статьи в газетах («Diario de Costa Rica», «La Hora», «La Tribuna») и журналах («Ariel», «Athenea» и «Pandemonium»).
В 1918 году она опубликовала свой первый роман «В коляске» (En una silla de ruedas), изображающий национальные обычаи и нравы глазами парализованного мальчика, ставшего художником. Во время учительского протеста против диктатуры Федерико Тиноко Гранадоса в 1919 году Кармен Лира выступила с речью, после которой толпа сожгла правительственное телеграфное отделение. Её объявили в розыск, но ей удалось сбежать. В 1920 году она опубликовала свою известную книгу — сборник народных сказок «Сказки моей тётушки Панчиты» (Los Cuentos de Mi Tia Panchita)
После падения диктатуры Карвахаль была предоставлена стипендия для обучения за рубежом, в Сорбонне. Она также посетила школы в Италии и Англии для оценки используемых в Европе педагогических методик. Вернувшись в 1921 году, она возглавила отдел детской литературы в Нормальной школе (педагогическом колледже) Коста-Рики. В 1926 году Кармен Лира основала и возглавила первое педучреждение страны по методике Монтессори — детский сад, принимавший учеников из беднейших семей Сан-Хосе.

### Период политической активности
Дом Лиры стал местом сбора интеллектуалов и писателей, и она всё более вовлекалась в левую политическую деятельность. В 1931 году она и Мануэль Мора Вальверде основали Коммунистическую партию Коста-Рики. К ней присоединились коллеги-учительницы Мария Альфаро де Мата, Одилия Кастро Идальго, Адела Феррето, Анжела Гарсия, Луиса Гонсалес, Стелла Перальта, Эмилия Прието, Лилия Рамос, Сильва Эстер и Ортенсия Селайя, радикализировавшиеся в нормальной школе и выступившие против патриархального общества, сводившего роли женщины исключительно к дому, браку и материнству. В том же году Кармен Лира и Луиса Гонсалес образовали Союз трудящихся женщин и предложили создать профсоюз для педагогов Коста-Рики, который был образован только в 1939 году Одилией Кастро.
В 1931 году она опубликовала цикл рассказов о рабочих банановых плантаций «Бананы и люди» (Bananos y Hombres), предвосхитивший организованную коммунистами действительную забастовку 1934 года, в которой она сыграла значительную роль.
По мере того, как её политическая деятельность становилась всё более радикальной, Кармен Лира была отстранена от преподавания. А в 1948 году, после завершения Гражданской войны в Коста-Рике, когда Хосе Фигерес Феррер запретил компартию, Кармен Лира была отправлена в изгнание в Мексику. Несмотря на неоднократные просьбы вернуться домой по причине тяжёлой болезни, возвратиться в Коста-Рику власти ей так и не разрешили; она умерла в Мехико 14 мая 1949 года.
В 1962 году образовательный совет Кобано назвал в её честь школу, а Законодательное собрание Коста-Рики посмертно наградило её в 1976 году. Лира была включена в Галерею женщин Коста-Рики в 2005 году. Её портрет изображен на банкноте в двадцать тысяч колонов.